# مارک پارکر
مارک پارکر، (به انگلیسی: Mark Parker) (زاده ۲۱ اکتبر ۱۹۵۵) کارآفرین، بازرگان و مدیر ارشد اجرایی آمریکایی است، که اکنون به‌عنوان مدیر عامل اجرایی شرکت نایکی فعالیت می‌کند.